# Pūshāl
Pūshāl (persiska: پوشال) är en ort i Iran.   Den ligger i provinsen Gilan, i den norra delen av landet, 220 km nordväst om huvudstaden Teheran. Antalet invånare är 612.
Terrängen runt Pūshāl är mycket platt. Runt Pūshāl är det ganska tätbefolkat, med 155 invånare per kvadratkilometer. Närmaste större samhälle är Lāhījān, 13,0 km söder om Pūshāl. Trakten runt Pūshāl består till största delen av jordbruksmark.